# Nowe Grochale
Nowe Grochale – wieś sołecka w Polsce położona w województwie mazowieckim, w powiecie nowodworskim, w gminie Leoncin.
Południową część wsi stanowi dawniej odrębna wieś Grochale Górne.
W latach 1975–1998 miejscowość administracyjnie należała do województwa warszawskiego.

## Położenie
Dawna wieś rzędowa usytuowana wzdłuż południowego koryta Wisły, na północny wschód od Leoncina. Rozciągnięta wzdłuż linii wschód-zachód, przy szosie Kazuń-Kamion (droga wojewódzka nr 575) oraz drodze z Leoncina. Na południe od wsi rozpoczynają się tereny Kampinoskiego Parku Narodowego.

## Historia
Wieś zasiedlona przez osadników holenderskich prawdopodobnie w 1. połowie XIX w., równolegle z kolonizacją terenów sąsiednich.
W 1867 roku wieś Grochale Nowe liczyła 23 osady (domy) i 413 mórg. Pod koniec XIX wieku wieś wchodziła w skład powiatu sochaczewskiego i podległa pod gminę i parafię Głusk.
Tradycyjny holenderski krajobraz kulturowy wsi całkowicie przekształcony, brak zachowanych obiektów zabytkowych właściwych dla tej kolonizacji. Od lat 80. i 90. XX w. wprowadzana całkowicie nowa zabudowa, nie respektująca tradycyjnych podziałów gruntu i siedlisk. Ostatni z zabytkowych obiektów, powstały ok. 1920, zbudowany z drewna, w konstrukcji wieńcowej, z dachem krokwiowo-jętkowym pokrytym słomą, mieszczący pod dachem część mieszkalną i oborę, rozebrany w 1988.
W 2011 we wsi mieszkały 632 osoby.

## Turystyka
Przez Nowe Grochale przebiega znakowany zielony szlak pieszy, biegnący północnym skrajem Puszczy Kampinoskiej.